# Чатал-Гьоюк
37°40′03″ пн. ш. 32°49′42″ сх. д. / 37.6675° пн. ш. 32.828333333333° сх. д.
Чата́л-Гьою́к, або Чата́л-Гюю́к (тур. Çatalhöyük МФА: [tʃatal.højyk], також Çatal Höyük і Çatal Hüyük, у перекладі — «вилоподібний пагорб») — велике поселення епохи керамічного неоліту й енеоліту у південній Анатолії, розташоване за 50 км на південь від міста Конья. Найранніші знайдені шари відносяться до 7500 до н. е. Існувало до 5700 до н. е. Панує над великими полями на Іконійській рівнині на південний схід від турецького міста Конья. Розташоване за 140 км від двоголової вершини Хасандаг. Східна частина поселення утворює пагорб, який підноситься над рівниною на 20 м. Трохи на захід існувало ще одне поселення менших розмірів, а за декілька сотень метрів на схід пізніше було розташоване селище візантійської епохи. Між двома пагорбами поселення проходив канал, відведений від річки Чаршамба.

## Археологія
У ході розкопок, які Дж. Мелаарт розпочав 1958 і продовжив 1961–1965 рр.. було показано, що селище було великим центром неолітичної культури. В 1993 р. дослідження були поновлені археологами з Британії, на чолі з Яном Ходдером і тривають досі. З 2001 року дослідження розпочали польські археологи на чолі з Лєхом Черняком.
Одним із основних занять населення був видобуток на схилах вулканів обсидіану (найкращої «збройної сировини» неоліту). Археологічні розкопки виявили запаси обсидіану в багатьох помешканнях, а також значну кількість якісних виробів з нього (у тому числі обсидіанових дзеркал). Варто уваги те, що в Чатал-Гююці були виявлені одні з найдавніших знахідок мідних виробів, а також мідеплавильні шлаки й свинець, що може свідчити про спадкоємність гірничого досвіду у процесі освоєння нових корисних копалин у межах єдиної спільноти гірників. 
Підкреслюючи перетворювальну роль гірничої діяльності, археолог Дж. Мелларт писав: «Неолітична цивілізація, відкрита в Чатал-Гююці, сяє як шедевр, серед доволі невиразної групи тогочасних землеробських культур».

## Демографія
Тривалість життя мешканців поселення була як на ті часи досить високою: в середньому, судячи з поховань, чоловіки жили близько 35 років, жінки — близько 30, старійшини доживали до 60 років. Високою була дитяча смертність, тому і середні цифри тривалості життя були досить низькими. В середньому на кожну жінку народжувалося 4,2 дитини, з них — 1,8 в середньому вмирало, виживало на кожну сім'ю 2,4 дитини.
Фахівці припускають, що населення міста складало в окремі періоди від 6 до 8 тис. Якщо врахувати, що на більшій частині Європи в поселеннях у той час жило не більше ніж по 100–150 осіб, то ця цифра також була дуже значною.

## Культура

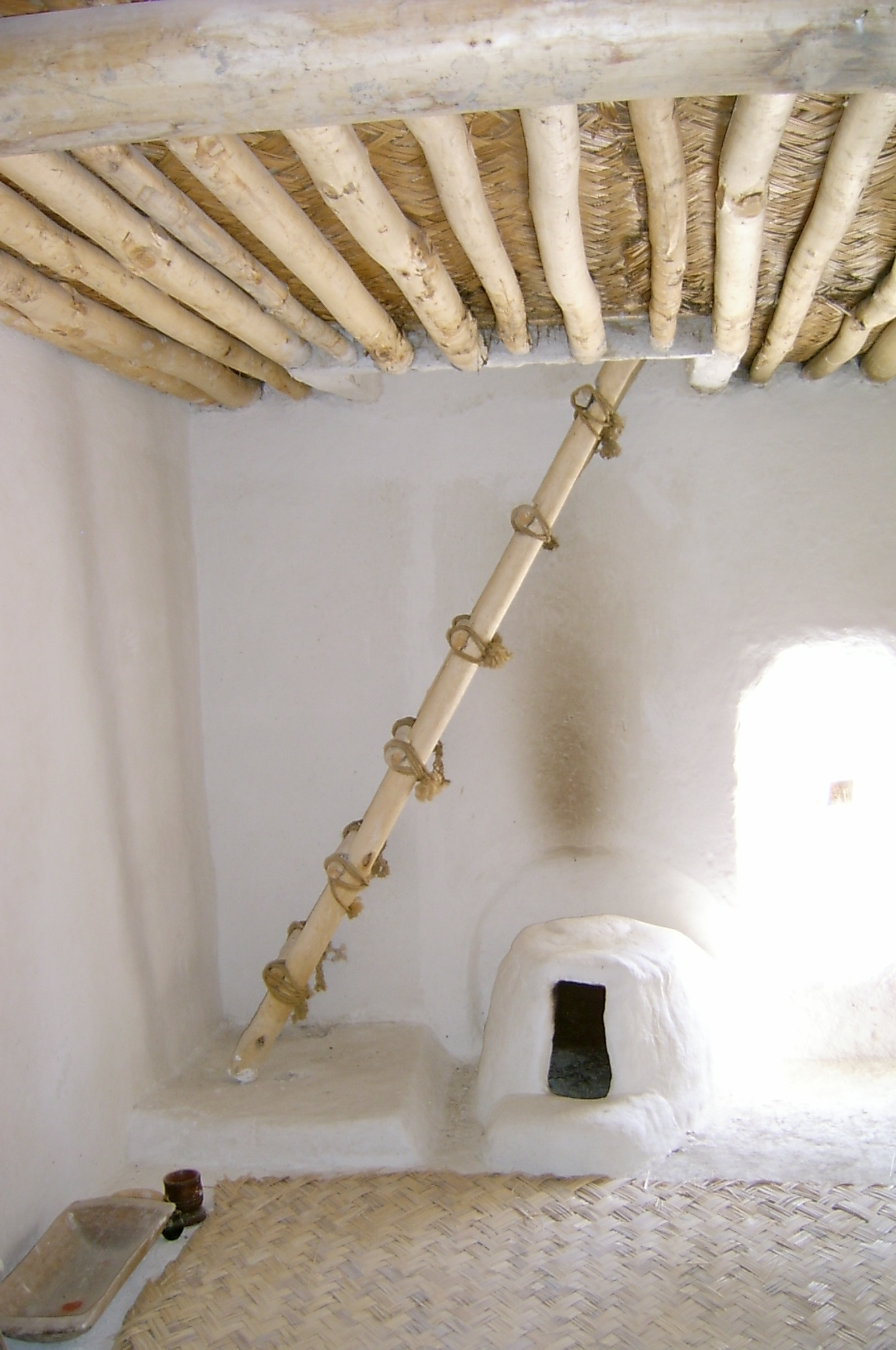
Реставрація типового інтер'єру житлової кімнати.

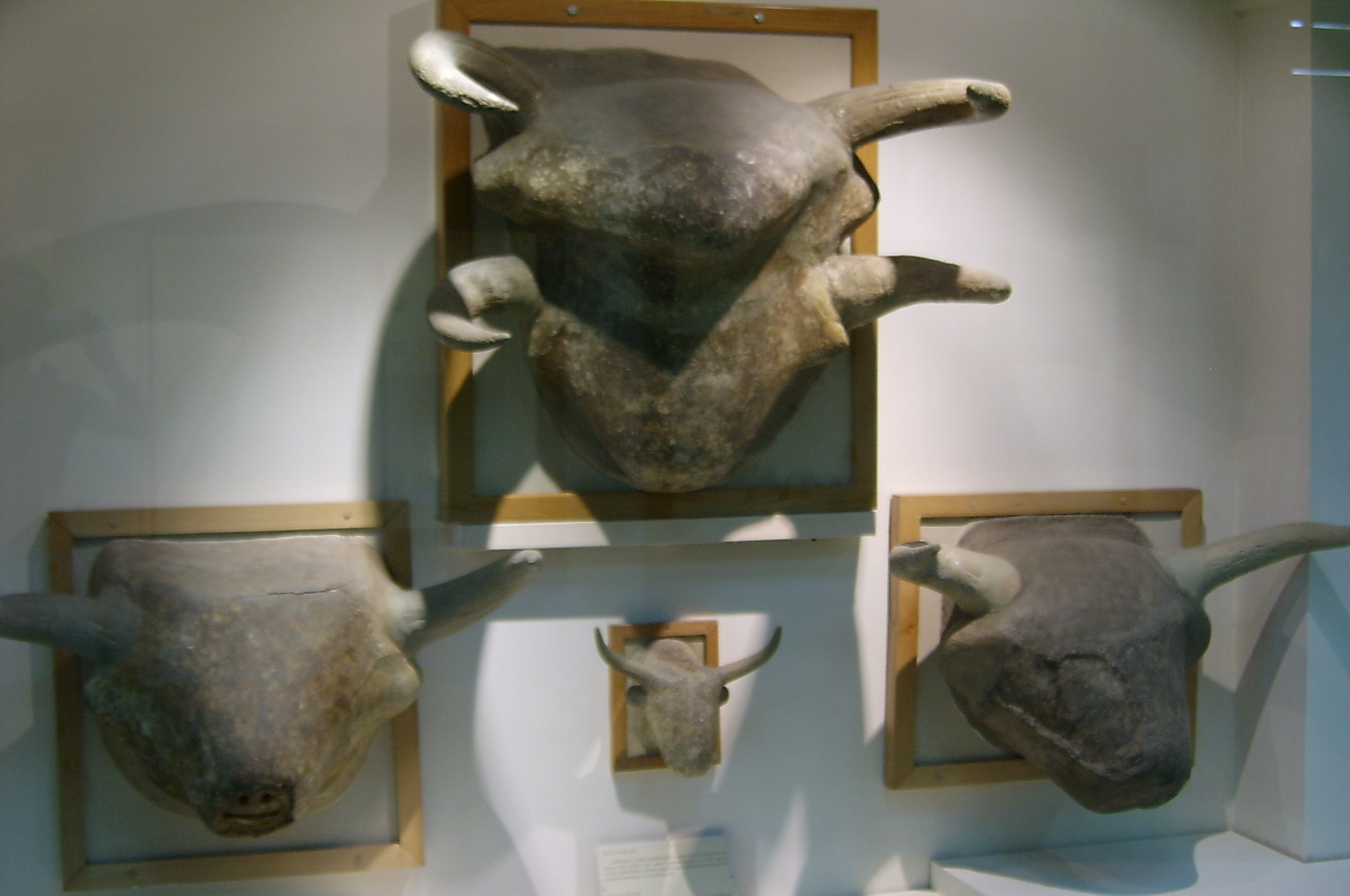
Голова буйвола з Чатал-Гьоюка в музеї в Анкарі

Економіка Чатал-Гююка була заснована на землеробстві та скотарстві. Крім пшениці та ячменю вирощували бобові, а також збирали дикорослі мигдаль, фісташки та фрукти. Пасли овець і, можливо, велику рогату худобу. Тим не менш, головним джерелом м'яса залишалося полювання. Знаряддя праці та зброю виготовляли переважно з обсидіану і не тільки використовували самі, але й продавали іншим племенам в обмін на морепродукти, раковини молюсків і кремінь, який надходив з Сирії. Це дозволяє припустити, що місцева громада спеціалізувалася на гірничій справі і активно розвивала культуру виготовлення виробів з каменю. Судячи за залишками окалини і шлаку, жителі Чатал-Гююку одними з перших у світі навчилися виплавляти з руди мідь, Що пов'язує це селище з початком мідної доби.
Населення східного пагорба становило до 10 тис. чол. Все поселення складалося з житлових будинків, громадських будівель не знайдено. У той же час стіни великих будинків, оздоблених розписом. Їхнє призначення залишається не зрозумілим. Будинки будували з саману, скупчені як щільники у бджолиному вулику. Вулиць або доріжок між будинками не було. Вхід в більшості випадків був влаштований з даху, куди були прокладені сходи як всередині, так і зовні будинків, тому «вулиці», очевидно, проходили по дахах будівель. Вхід був також єдиним вентиляційним отвором як для надходження свіжого повітря, так і для відведення диму від відкритих вогнищ, що не мали труб. Як вогнища, так і сходи і вхід у приміщення зазвичай розташовувалися біля південної стіни. Крім того, в інтер'єрі були підняті платформи, ймовірно, сидіння або столи. Як і стіни, вони були покриті полірованим алебастром. Підсобні приміщення використовувалися як сховища і були доступні з головної кімнати через низький вхід. Всі приміщення були в чистоті, сміття чи відходів в них знайдено вкрай мало. Сміттєві купи розташовувалися в стороні від будинків і містили поряд з харчовими відходами і нечистотами залишки деревного вугілля і золи. У гарну погоду населення могло також розташовуватися на дахах своїх осель, а в холодну там влаштовували громадські осередки, ймовірно, для опалення. Час від час занепавші споруди частково руйнували, і на фундаменті з уламків зводили нові стіни. У результаті будівельної активності селище поступово піднімалося над навколишнім рельєфом. Усього виявлено до 18 шарів такого будівництва.
Тіла померлих ховали під підлогою будинків, частіше за все, під вогнищами та іншими внутрішніми підвищеннями, разом з дарами: дорогоцінного та напівдорогоцінного каміння, зброєю, тканинами, дерев'яними судинами. Тіла померлих ретельно сповивали і нерідко укладали в плетені кошики або загортали в очеретяні мати. Оскільки скелети часто розчленовані, припускають, що перед похованням тіла довго виставляли на відкритому повітрі, після чого ховали тільки кістки. Іноді від тіла відокремлювали черепи, ймовірно, для використання в якомусь ритуалі, оскільки їх знаходять в інших місцях селища. Деякі черепи покривали алебастром, моделюючи обличчя, і розфарбовували охрою. Подібні звичаї зустрічалися також у населення інших неолітичних поселень, наприклад, в Єрихоні і на території сучасної Сирії.
Настінні розписи зазвичай являють собою сцени полювання, чоловіків з піднятим фалосом, зображення нині вимерлих великих копитних, оленів і грифів. Зображення двоголової вершини гори Хасандаг іноді розцінюють як перший в історії приклад пейзажного живопису або картографії, Хоча інші дослідники бачать в ньому лише геометричний орнамент. Крім розписів на стінах знайдені рельєфи у вигляді левиць, що дивляться одне на одного, і безліч жіночих статуеток з мармуру, коричневого і синього вапняку, кальциту, сланцю, базальту, алебастру та глини. Статуетки, ймовірно, зображують Богиню-матір. Вони нерідко знаходяться в зерносховищах, що вказує на статус жіночого божества як зберігача врожаю.

## Релігія
За кількістю жіночі зображення багато разів перевершують чоловічі. Хоча культових споруд не знайдено, наявність поховань, статуеток і розписів свідчить про наявність у жителів релігії і багатої релігійної символіки. Приміщення, в яких сконцентровані жіночі фігурки, ймовірно є святилища.
Ще в 1960х роках було розкопано 40 таких «святилищ». Богиня зображувалася у трьох іпостасях — молодої жінки, матері, яка народжує дитину (або бика), й старої, іноді у супроводі хижого птаха. Чоловіче божество зображено у вигляді хлопчика або юнака (дитини або коханця богині) або бородатого чоловіка, іноді верхи на священній тварині або бику. Рельєфні зображення богині, іноді до двох метрів у висоту, левів і бичачих голів виконані з алебастру, дерева або глини. Іноді символи життя — жіночі груди і бичачий ріг — об'єднані.
У святилищі, датованому 6200 до н. е., були знайдені чотири людських черепи, розташованих за бичачими головами на стінах. На одній стіні зображені грифи з людськими ногами, що нападають на обезголовлену людину. Значення міфо-ритуального комплексу, представленого цими зображеннями, поки не розшифровано.
Незважаючи на наявність «святилищ», ознак соціального розшарування і зосередження багатств у правлячої верхівки в селищі не виявлено. Навіть статева диференціація не виражена, жінки і чоловіки отримували однакову їжу і, очевидно, мали однаковий статус у суспільстві. Оскільки тіла осіб з високим статусом ховали окремо від черепів, дослідники порівняли кількість подібних чоловічих і жіночих поховань і виявили, що вона приблизно однакова. У зв'язку з цим дослідники 2000х років припустили, що громада не була ні патріархальною, ні матріархальною, І сенс зображення жіночих фігур був іншим, ніж поклоніння Богині-матері.

Артефакти Чатал-Гуюка
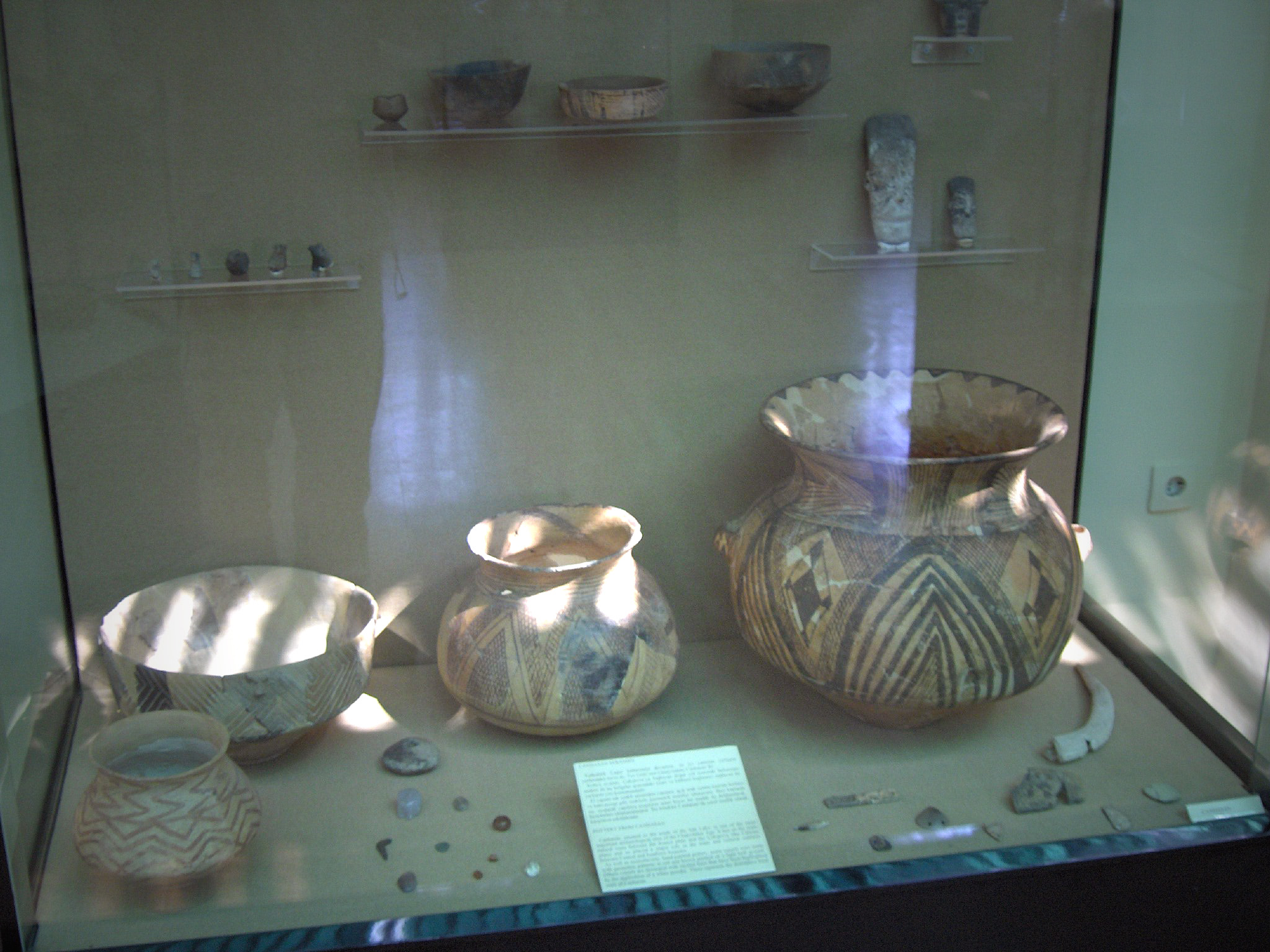
Кераміка
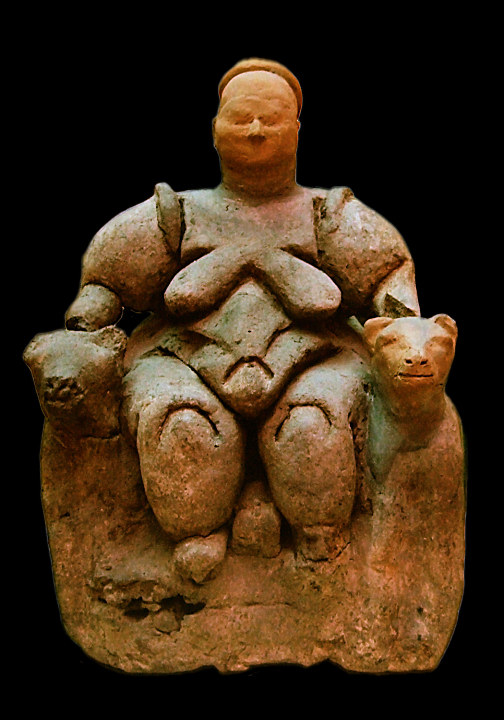
Божество на троні в оточенні левиць
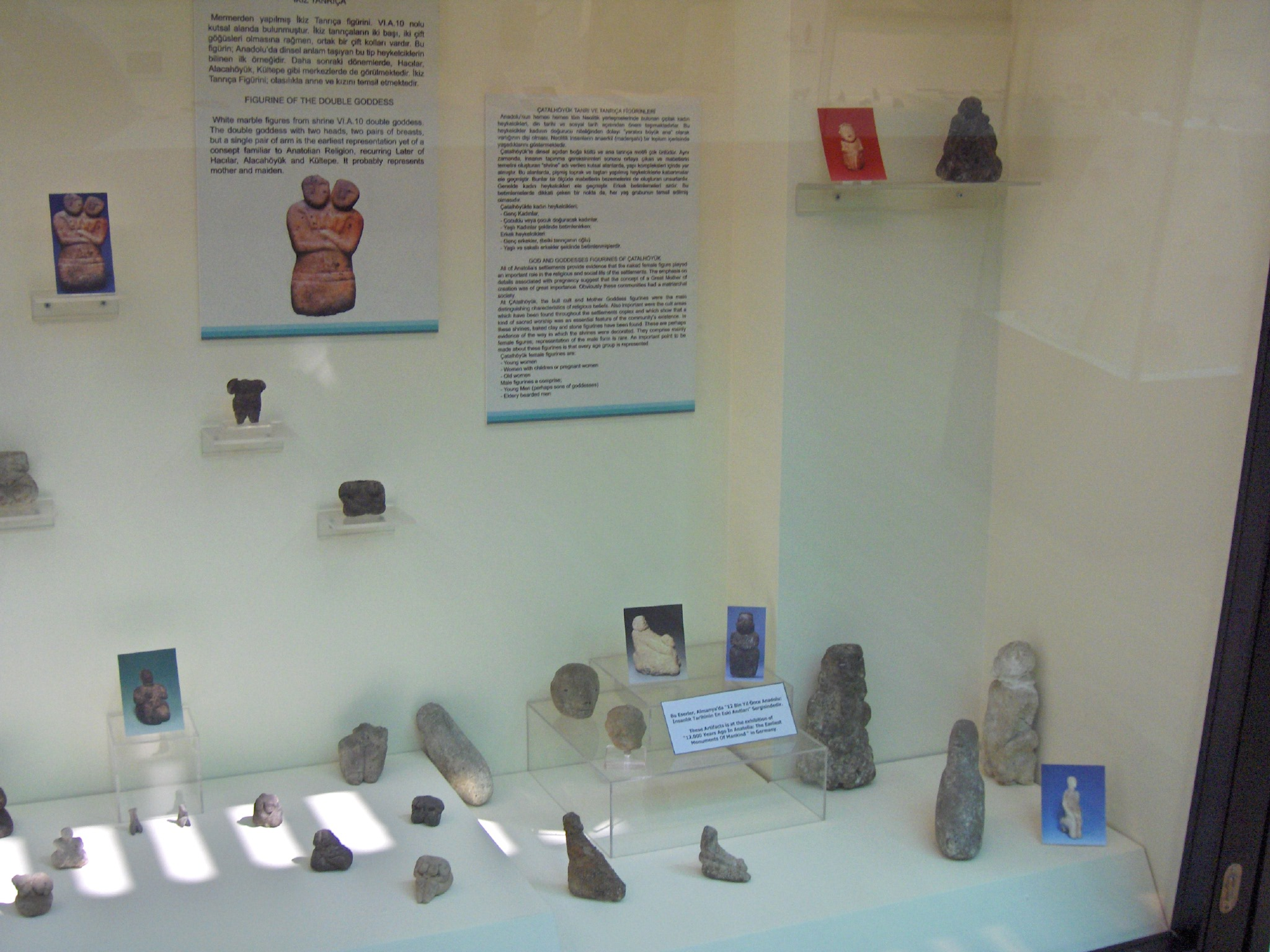
Зображення богів
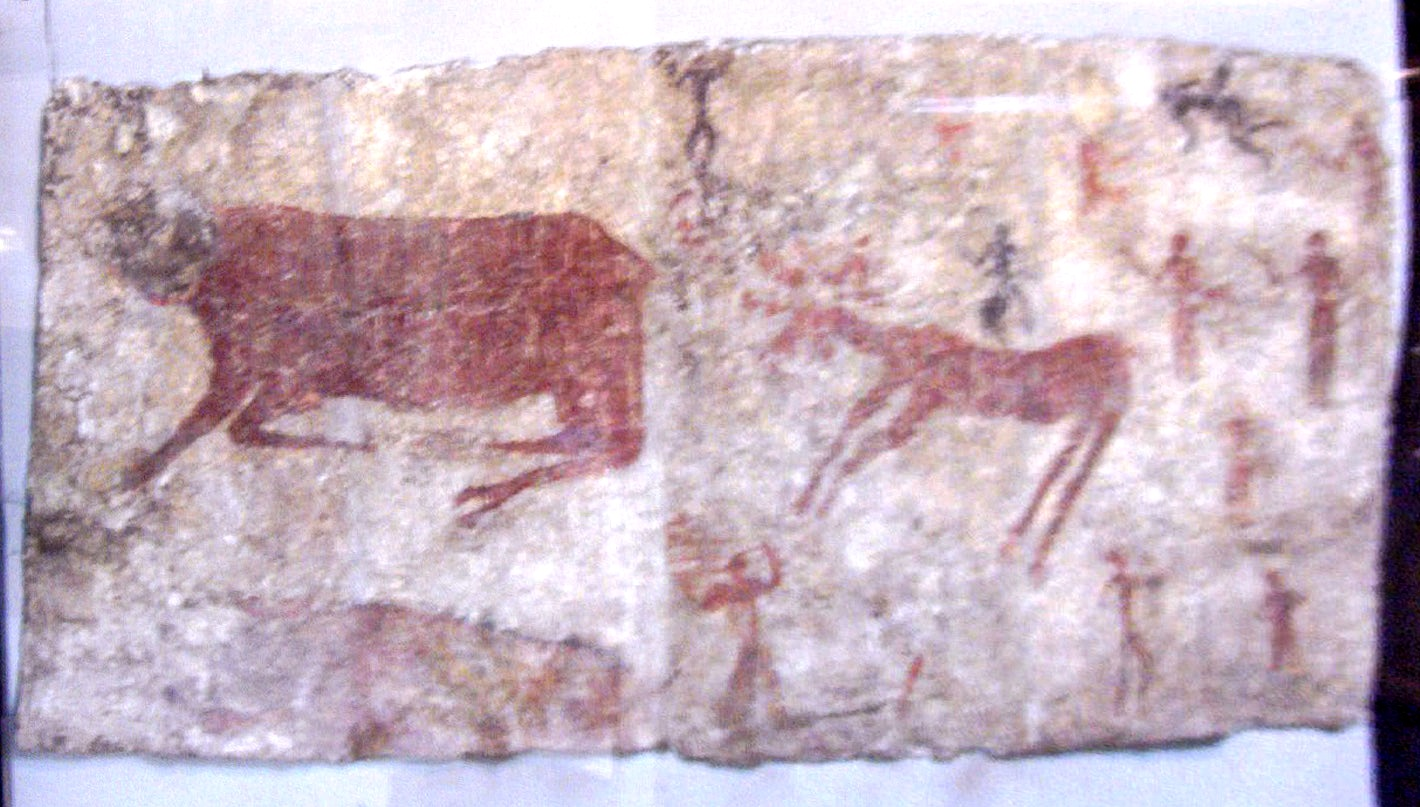
Зображення биків, оленів і людей
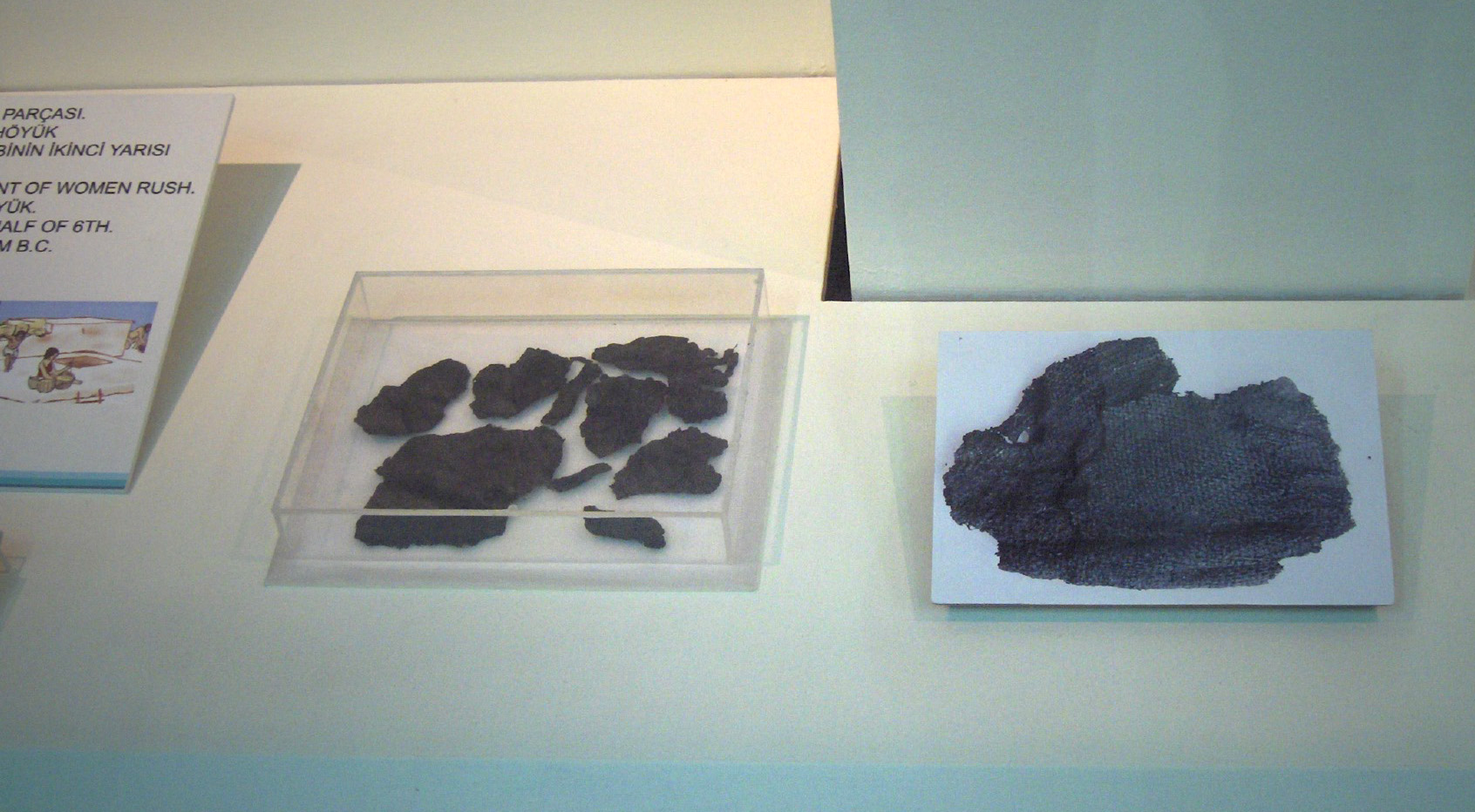
Фрагменти тканини
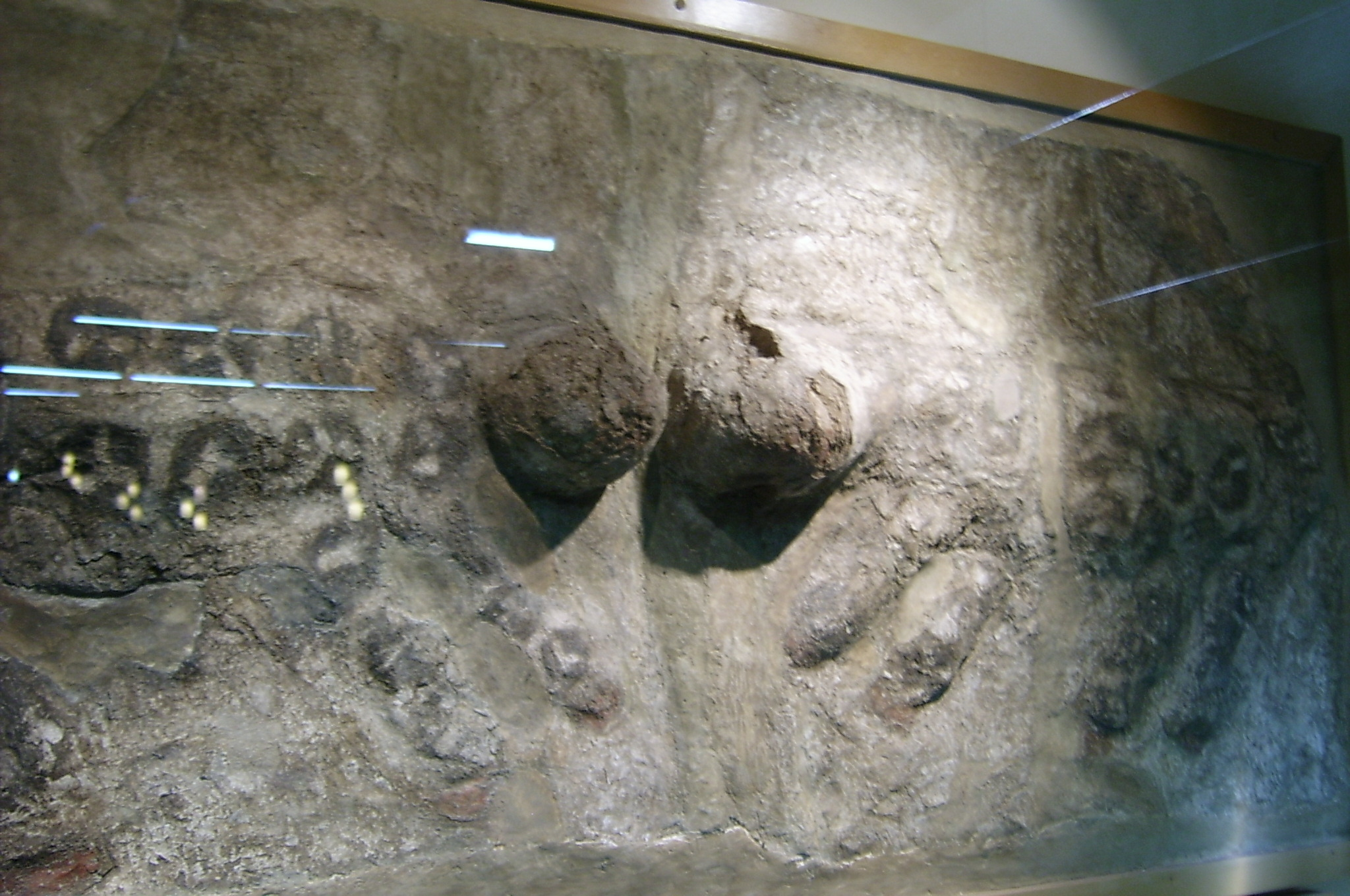
Рельєф із двох левиць